# Polystichum longipinnulum
Polystichum longipinnulum là một loài thực vật có mạch trong họ Dryopteridaceae. Loài này được N.C. Nair miêu tả khoa học đầu tiên năm 1974.